# Жуковский сельский совет (Бережанский район)
Жуковский сельский совет (укр. Жуківська сільська рада) — входит в состав
Бережанского района
Тернопольской области
Украины.
Административный центр сельского совета находится в 
с. Жуков.

## Населённые пункты совета
- с. Жуков
- с. Гиновичи
- с. Подлесное